# Varianca
Varianca (tudi verjetnost distribucije; oznaka σ2, sigma-kvadrat) je v statistiki in verjetnostni teoriji mera statistične razpršenosti določene spremenljivke. Tako prikazuje, kako so dejanske vrednosti razporejene okoli linije pričakovanih vrednosti. Manj abstraktna mera je kvadratni koren variance, imenovan standardni odklon.
Varianco definira formula:
{\displaystyle \sigma ^{2}={\frac {\sum _{i=1}^{N}(x_{i}-{\overline {x}})^{2}}{N}}}
Standardni odklon definira formula:
{\displaystyle \sigma ={\sqrt {\frac {\sum _{i=1}^{N}(x_{i}-{\overline {x}})^{2}}{N}}}}